# Toronto Star
Торонто Стар (англ. The Toronto Star) — одна з найбільших щоденних канадських газет. Належить компанії «Toronto Star Newspapers Ltd.», що є підрозділом «Star Media Group», яка, в свою чергу, є частиною медіа-корпорації «TorStar».
Заснована в 1892 році під назвою «The Evening Star», потім «The Toronto Daily Star». У перші роки свого існування газета зазнавала труднощів. Однак з приходом Джозефа Аткінсона, який був редактором з 1899 року по 1948 рік, видання стало успішно розвиватися. Станом на 2009 рік, тираж в робочі дні становив 280 тис. примірників, суботній випуск — 460 тис., недільний — 317 тис.
У 1971 році газета змінила назву на «The Toronto Star» і переїхала в нове 25-поверхову будівлю «One Yonge Street». У травні 2007 року «Toronto Star» значно змінила дизайн видання.
Серед дописувачів «Торонто Стар» були Джеремі Кларксон, Наомі Кляйн, Роберт В. Сервіс та Ернест Гемінґвей.